# Fahim Anwari
Fahim Anwari (Arabisch: فهیم انوري) (Kabul, 5 mei 1999) is een Afghaans  zwemmer. Hij vertegenwoordigde zijn land op de Olympische Zomerspelen van Tokio.

## Carrière
Tijdens de Olympische Zomerspelen in 2021 in Tokio zwom Anwari de 50m vrije slag. Hiermee was hij de eerste Afghaanse zwemmer in de Olympische geschiedenis. Hij werd uitgeschakeld in de reeksen en zwom de 69e tijd. 

## Belangrijkste resultaten
| Jaar | Olympische Spelen  | WK langebaan | WK kortebaan   |
| ---- | ------------------ | ------------ | -------------- |
| 2021 | 69e 50m vrije slag |              | 13-18 december |